# Linognathus damaliscus
Linognathus damaliscus är en insektsart som beskrevs av Bedford 1936. Linognathus damaliscus ingår i släktet Linognathus och familjen nötlöss. Inga underarter finns listade i Catalogue of Life.